# Розвідувальне управління Міністерства оборони Сполучених Штатів Америки
Розвідувальне управління Міністерства оборони США (аббр. РУМО США, англ. Defense Intelligence Agency, DIA) — член розвідувального співтовариства США; розвідувальний орган Міністерства оборони США.
На РУМО покладається добування, аналіз, узагальнення та надання розвідувальної інформації, необхідної для визначення концепцій розвитку збройних сил, підготовки стратегічних планів їх застосування і проведення військових операцій, вищому керівництву міністерства оборони і об'єднаному комітету начальників штабів, координація діяльності розвідувальних органів видів збройних сил, керівництво апаратами військових аташе в іноземних країнах, організація взаємодії і обмін інформацією з іншими членами розвідувального співтовариства. Управління також виконує завдання із забезпечення проведення контррозвідувальних, контртерористичних, миротворчих і інформаційних операцій, з контролю виконання договорів, у тому числі і про нерозповсюдження зброї масового ураження.

## Історія створення і становлення

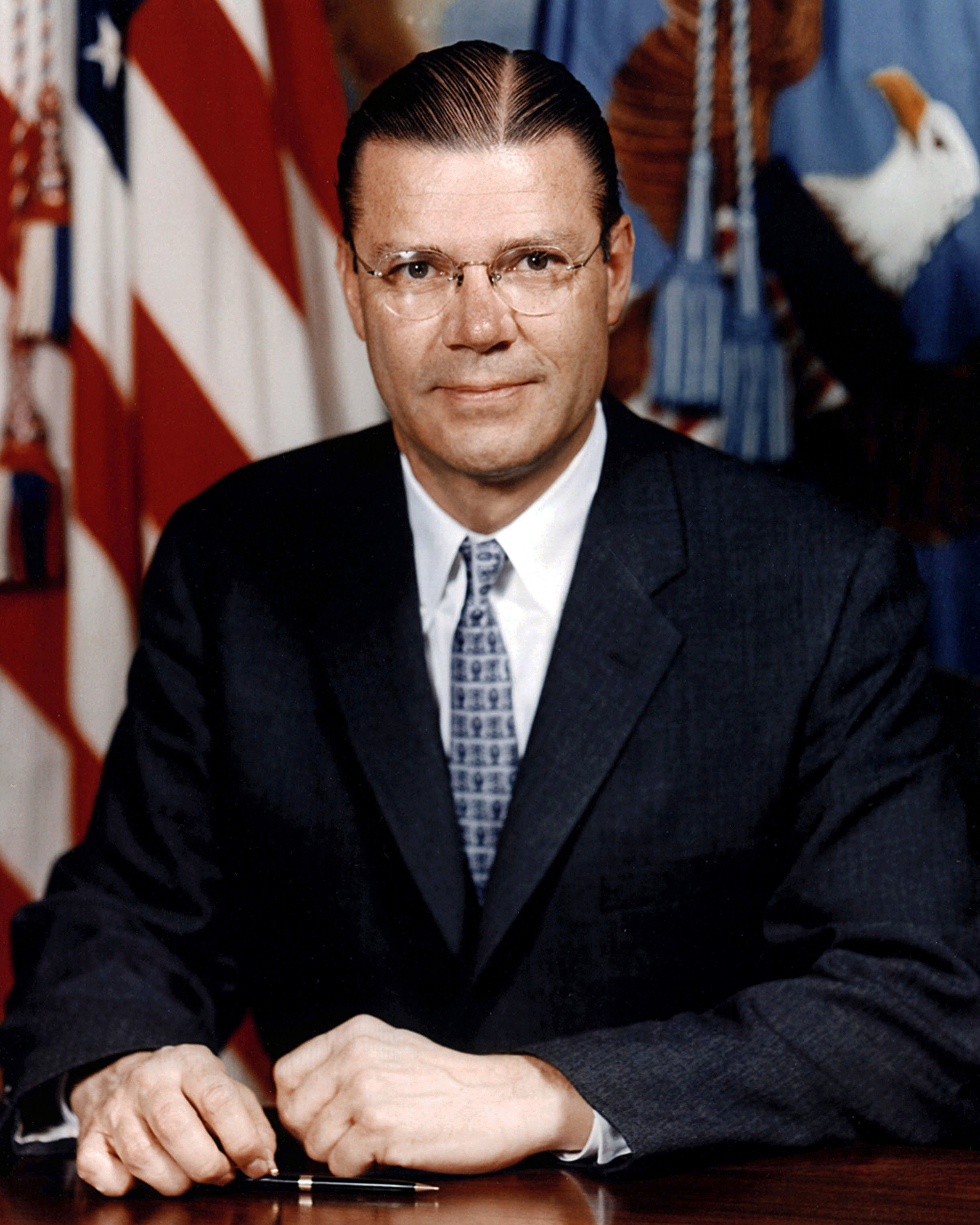
Засновник РУМО Роберт Макнамара

РУМО створене у 1961 році на базі Об'єднаного розвідувального комітету: у 1959 році, за ініціативи керівництва Пентагону, з метою дослідження шляхів оптимізації структури воєнної розвідки, при консультативній раді з питань розвідки була створена об'єднана дослідницька група, очолювана професійним розвідником, головним інспектором Центрального розвідувального управління Лайменом Кіркпатриком. До складу групи входили представники збройних сил, військові експерти, професійні розвідники з Державного департаменту, Міністерства оборони та представники канцелярії Білого дому. Наприкінці 1960 року група надала рекомендації, основною з яких була пропозиція створити Розвідувальне управління міністерства оборони і вивести розвідувальні органи видів збройних сил з відання консультативної ради при президентові з питань розвідки. Передбачалося, що РУМО буде аналізувати і узагальнювати оцінки, які надаються розвідорганами видів збройних сил і представляти консультативній раді з питань розвідки свої висновки як головний розвідувальний орган Пентагону. Ця ідея дуже сподобалося міністру оборони в уряді Дуайта Ейзенхауера Томасу Гейтсу, але була реалізована тільки його наступником в уряді Кеннеді — Робертом Макнамарою.
Розвідувальне управління міністерства оборони США було офіційно створене 1 жовтня 1961 року. Його першим керівником був призначений генерал-лейтенант Джозеф Керрол. Перелік функцій РУМО включав забезпечення загального керівництва виконанням завдань розвідувальними органами видів збройних сил, підготовку об'єднаного бюджету для всіх розвідувальних органів МО, підготовку оцінок міністерства оборони для консультативної ради з питань розвідки і для інших розвідувальних установ і представництво в консультативній раді з питань розвідки, розробку планів для уніфікації роботи розвідувальних шкіл видів збройних сил.

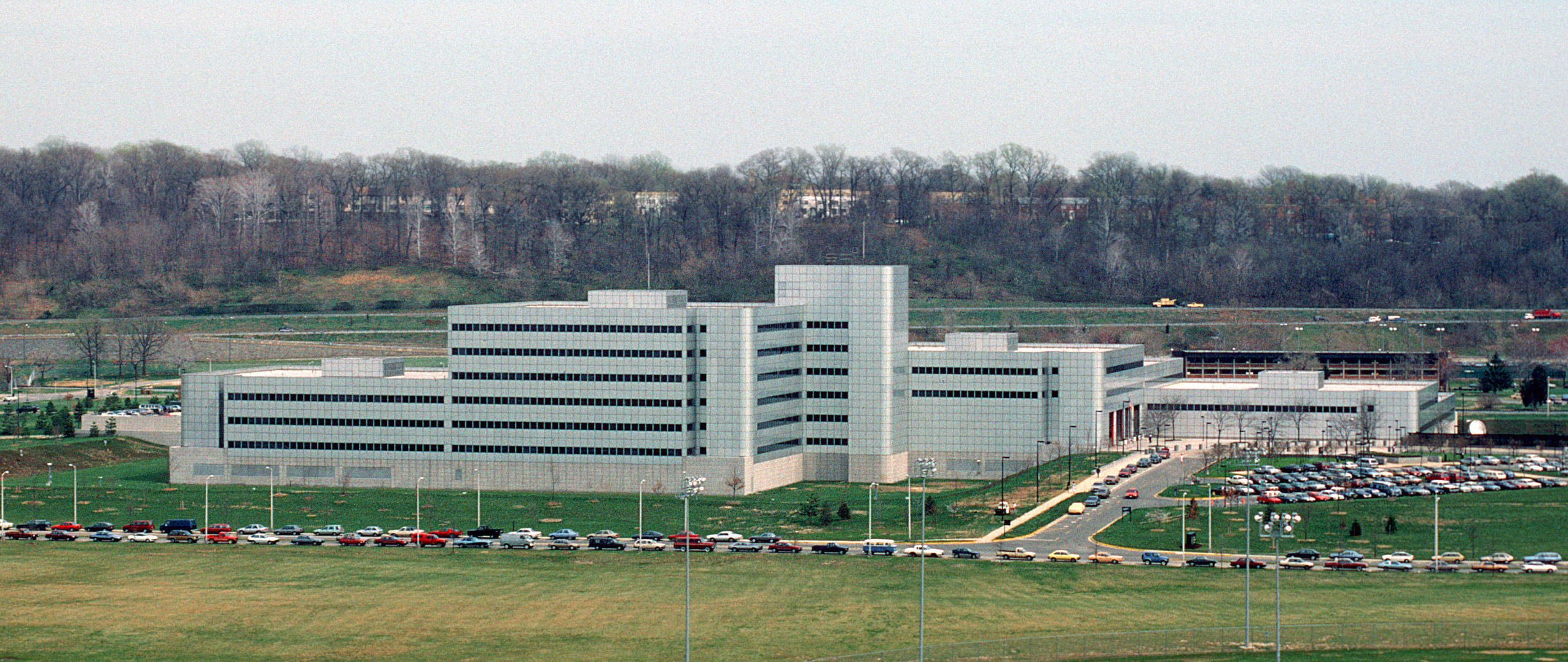
У 1980-х роках РУМО перенесло свою штаб-квартиру на авіабазу Боллінг, в будинок Аналітичного центру воєнної розвідки (знімок 1988 року), який зараз складає лише окреме крило адміністративного комплексу РУМО

З часом функції Розвідувального управління Міністерства оборони значно розширилися, а чисельність персоналу зросла. У 1964 році, коли РУМО функціонувало вже в повному обсязі, в ньому налічувалося більше ніж 2,5 тисяч тисяч співробітників. Управління займало значну площу в будівлі Пентагону і надало заявку на будівництво окремої будівлі. Як вищий орган воєнної розвідки РУМО перебрало на себе функції розвідувального управління Комітету начальників штабів з аналізу відомостей про стан, дислокацію і діяльність збройних сил іноземних держав і надання КНШ узагальненої інформації. До 1964 року контроль РУМО над розвідувальними органами видів збройних сил носив вже настільки широкий характер, що роль останніх звелася до отримання первинних розвідувальних даних і передачі їх для подальшої обробки структурам РУМО, а також до керівництва відповідними аташе за кордоном. Тим не менше розвідувальні органи видів збройних сил так і не були виведені зі складу консультативної ради з питань розвідки.
В 1970-х роках РУМО вже керувало роботою розвідувальних відділів штабів об'єднаних та спеціалізованих командувань ЗС США в Європі, на Тихому океані, в Центральній і Південній Америці), ударного командування і командування стратегічної авіації. У віданні РУМО знаходилися повітряно-космічна розвідка і керівництво діяльністю військових, військово-морських і військово-повітряних аташе за кордоном. При РУМО діяла рада наукових консультантів, керівник якої одночасно був помічником міністра оборони з розвідки. Рада координувала діяльність органів воєнної розвідки, контролювала їх витрати і надавала рекомендації міністру оборони з цих питань.
Після реструктуризації, згідно з виконавчим наказом президента США № 12036 у 1979 році, структура РУМО була розбита на п'ять основних підрозділів: обробки, операцій, ресурсів, зовнішніх зносин і забезпечення директорату КНШ з розвідки. Найбільшого впливу Розвідувальне управління Міністерства оборони в розвідувальному співтоваристві США досягло на початку 1980-х. Виконавчим наказом президента США N 12333 від 4 грудня 1981 «Розвідувальна діяльність Сполучених Штатів» на РУМО покладаються завдання: збору та аналізу розвідувальної інформації для міністра оборони, Комітету начальників штабів, Об'єднаного командування і командування видів збройних сил, інших структур міністерства оборони, а також, при необхідності, для невоєнних відомств, здійснювати координацію роботи усіх розвідувальних організацій Міністерства оборони.

## Структура, функції

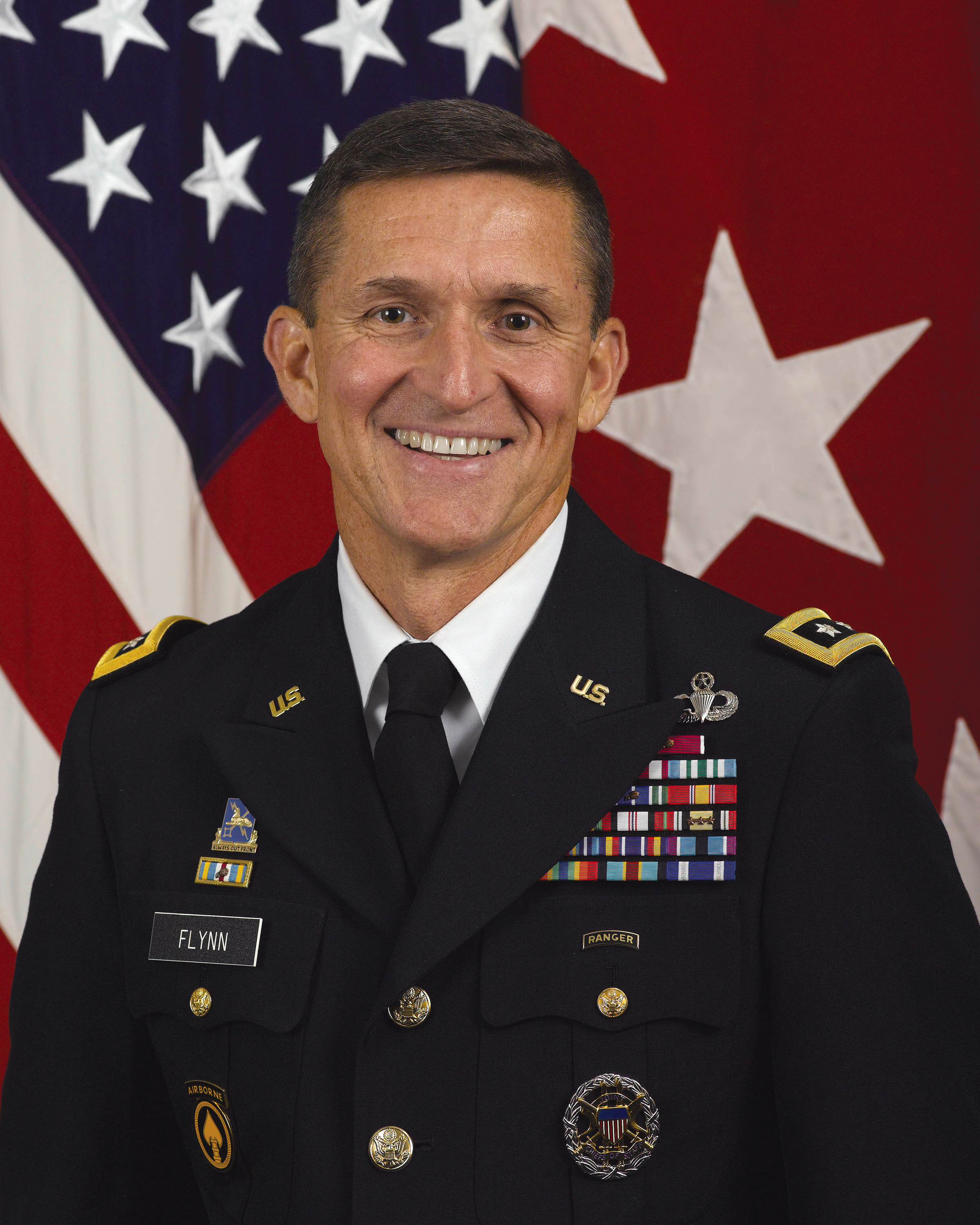
Чинний голова РУМО генерал-лейтенант Майкл Флінн

Директор Розвідувального управління міністерства оборони є головним радником міністра оборони і голови Комітету начальників штабів з питань розвідки, при цьому займаючи пост голови Ради воєнної розвідки. Директор призначається з числа військовослужбовців у званні генерал-лейтенанта або віце-адмірала міністром оборони США, якому він безпосередньо і підпорядковується. Втім, є прецедент, коли осінню 1991 року РУМО протягом двох місяців очолював цивільний директор — Денніс Неджі, призначений виконувачем обов'язків директора. З 24 липня 2012 року Розвідувальне управління Міністерства оборони США очолює генерал-лейтенант Майкл Т. Флінн, який став вісімнадцятим директором РУМО.
Директор РУМО є начальником воєнної розвідки і координує діяльність військового розвідувального співтовариства, в яке входять розвідки армії, авіації, флоту, корпусу морської піхоти, медичної розвідки , і берегової охорони, а також саме РУМО. Відносно підпорядкованих Міністерству оборони розвідувальних структур, як Агентство національної безпеки, Національний університет розвідки і Національне управління видової і картографічної інформації, то вони безпосередньо у військове розвідувальне співтовариство не входять, хоча і беруть участь в роботі Ради воєнної розвідки.
Штаб-квартира РУМО розташована на об'єднаній базі Анакостія-Боллінг, в південному передмісті Вашингтону, округ Колумбія. Проте частина його структур розміщена в інших місцях, як на континентальній частині США, так і за її межами. Серед найбільших — Центр ракетної та космічної розвідки розташований в Гантсвіллі, штат Алабама, Об'єднаний центр аналізу розвідданих в Шарлотсвіллі, штат Вірджинія, Національний центр медичних досліджень у Форт-Детріку, штат Меріленд. Організаційно-штатна структура РУМО також включає велику кількість спеціалізованих розвідувальних центрів. РУМО США підпорядковуються також апарати військових аташе в дипломатичних представництвах США, акредитованих в іноземних державах, а також розвідувальні управління дев'яти Об'єднаних командувань Збройних сил.

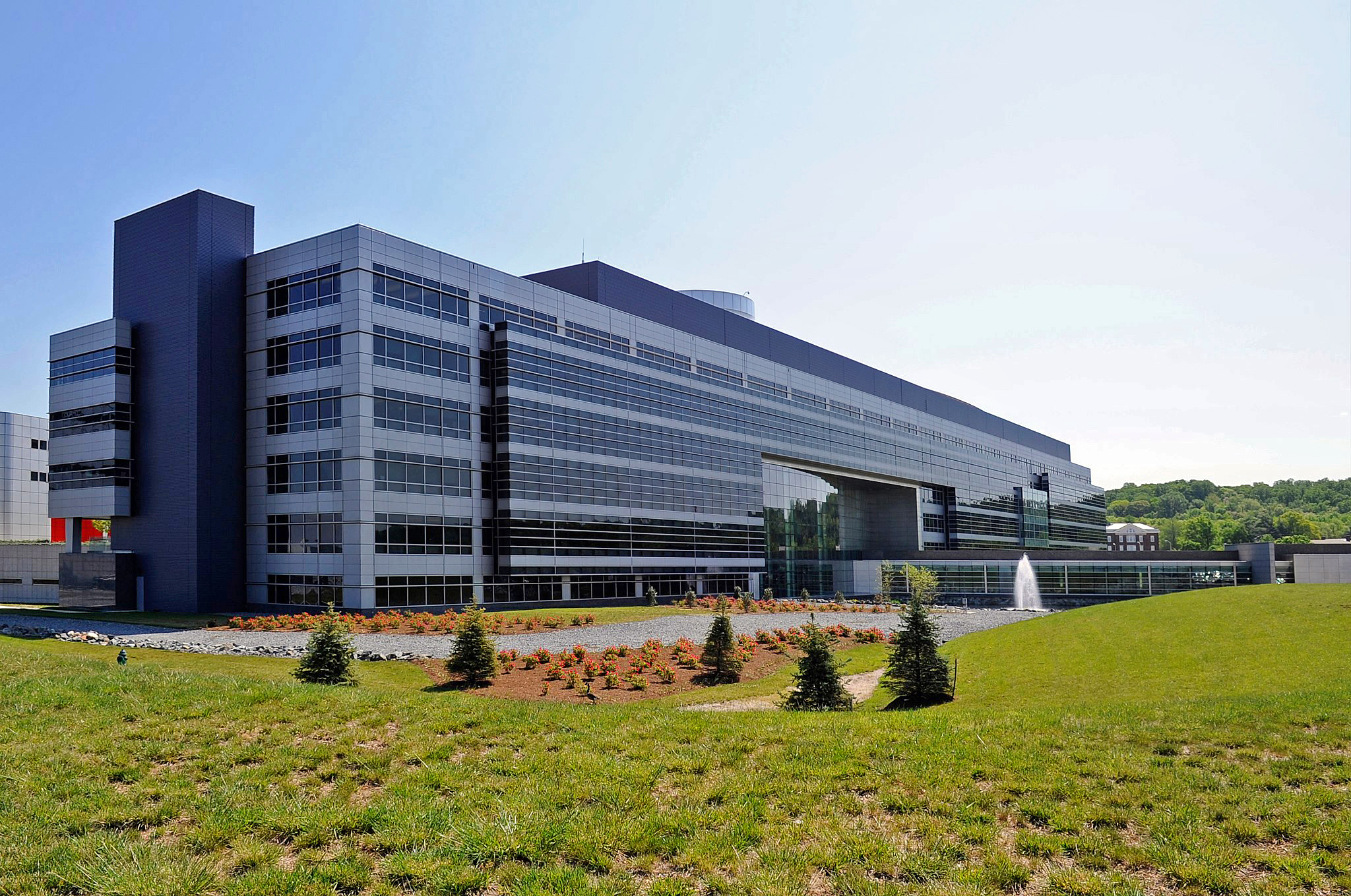
Штаб-квартира РУМО і офіс Аналітичного центру воєнної розвідки, база Анакостія-Боллінг

### Організаційно-штатна структура
Командування
- Директор;
- Заступник директора;
- Старший радник з рекрутування. Є радником директора РУМО з питань підбору і розстановки кадрів.

Підрозділи штабу
- Виконавчий секретаріат.
- Відділ забезпечення рівних службових можливостей. Стежить за тим, щоб при прийомі на роботу в РУМО і просуванні по службі не було дискримінації за якою-небудь ознакою. Підпорядковується старшому раднику.
- Відділ головного юрисконсульта. Співробітники відділу стежать за дотриманням персоналом РУМО Конституції і законів США, кримінального кодексу, а також правил, що діють, і інструкцій.
- Відділ генерального інспектора. Здійснює проведення дисциплінарних перевірок і службових розслідувань.
- Офіс програми JFMPO (англ. Joint Foreign Materiel Program Office — керує системою військових аташе, починаючи з відбору кандидатів від різних видів ЗС, їх підготовки і закінчуючи отриманням зібраної ними інформації)
- Офіс програми MASINT (англ. Measurement And Signature Intelligence — організує ведення технічних видів розвідки усіма силами і засобами збройних сил)

Директорати
- DA (англ. Directorate for Mission Services) — директорат інформаційного забезпечення вищого державного керівництва. Призначений для своєчасного і кваліфікованого забезпечення розвідувальною інформацією вищих посадовців політичного керівництва США.
- DI (англ. Directorate for Analysis) — директорат аналізів. Здійснює обробку розвідувальної інформації, що надходить від усіх розвідувальних джерел, а також від установ-партнерів по розвідувальному співтовариству. Забезпечує аналітичною продукцією міністра оборони, Об'єднаний комітет начальників штабів, різні військові служби і інші державні відомства, а також штаби оперативних командувань і видів збройних сил. Увага аналітиків головним чином зосереджена на військових аспектах, політичних або економічних подій, що можуть відбутися в зарубіжних країнах, оцінці воєнного потенціалу іноземних держав, їх транспортної системи, зброї масового ураження і стратегічних наступальних озброєнь, загроз тероризму.
- DC (англ. Directorate for Collection Management) — відповідає за складання інформаційних баз даних, автоматизовану пересилку інформації споживачам, відає архівами розвідданих.
- DS (англ. Directorate for Information Management and Chief Information Officer) — директорат з управління інформацією і директор з інформаційних технологій. Забезпечує функціонування єдиної глобальної автоматизованої системи управління розвідкою (англ. Joint Worldwide Intelligence Communications System — JWICS).
- DT (англ. Directorate for MASINT and Technical Collection) — організує ведення технічної розвідки, головним чином оцінкою тактико-технічних характеристик іноземних озброєнь, забезпечує зацікавлених споживачів інформацією, здобутою технічними видами розвідки.
- DX (англ. Defense Counterintelligence and HUMINT Center) — директорат агентурної розвідки і контррозвідувального забезпечення.
- DCS (англ. Defense Clandestine Service) — секретна служба агентурної розвідки. Здійснює агентурні нелегальні і легальні операції як самостійно, так і у взаємодії з Центральним розвідувальним управлінням і Федеральним бюро розслідувань. Підпорядковується DX-директорату.
- J2 (англ. Directorate for Intelligence, Joint Staff) — директорат розвідки Об'єднаного штабу. Призначений для безпосереднього забезпечення розвідувальною інформацією ОКНШ і фактично є розвідувальним підрозділом останнього. Керує роботою Національного центру воєнної розвідки (Командного пункту РУМО) і керує діяльністю Центру тривог РУМО.
- HC (англ. Directorate for Human Capital) — директорат управління персоналом.

За даними з офіційного сайту РУМО США, його чисельність, включаючи військових і цивільних фахівців по всьому світу, перевищує 16 500 осіб.